# Johannes Bachmann (militär)
Johannes Bachmann, född 22 mars 1890 i Werdau nära Zwickau i Sachsen, död 2 april 1945 vid Willebadessen nära Warburg (stupad), var en tysk sjömilitär. Han blev amiral 1942 och dog i strid.